# Оригами (альбом)
«Оригами» — третий студийный альбом российской певицы Юлии Савичевой, выпущенный 14 февраля 2008 года компанией «Монолит Рекордс». Издание содержит буклет с фотографиями и дополнительной информацией. На диске представлено 10 основных композиций, а также ремикс на песню «Никак». На две песни этого альбома были сняты видеоклипы: «Это судьба (дуэт с Антоном Макарским)» и «Зима».

## История выхода альбома
Первые композиции с пластинки «Никак» и «Любовь-Москва» были выпущены в 2007 году. 28 и 29 августа в Москве прошли съёмки клипа на совместную песню с Антоном Макарским «Это судьба», ставшую саундтреком к фильму «Трое и Снежинка». Режиссёром клипа выступил Мгер Мкртчян. В октябре 2007 года была организована специальная акция, в рамках которой певица лично представила песню «Любовь-Москва» в эфире радиостанций России, СНГ, Европы и США. В конце 2007 года Савичева стала лауреатом премии «Золотой граммофон» с песней «Никак». Большая часть материала, по словам певицы, была записана в январе 2008 года. Она также прокомментировала, что новый альбом будет «взрослее и глубоко-романтическим». В конце января на «Русском Радио» состоялась премьера песни «Зима», которая по результатам интернет-голосования вошла в десятку лучших композиций радиостанции. В марте состоялись съёмки видеоклипа на эту композицию. Режиссёром видео стал Алексей Андрианов. Премьера ролика состоялась 13 марта на портале Mail.ru.
Релиз пластинки состоялся 14 февраля 2008 года, в двадцать первый день рождения певицы. В этот же день в ДК имени Горбунова состоялся первый московский сольный концерт Юлии Савичевой в честь презентации альбома. На мероприятии стало известно название альбома. До этого оно держалось в секрете. В конце года диск был номинирован на премию сайта Newsmuz.com «Русский Топ 2008» в категории «Лучший поп-альбом».

## Реакция критиков
| Оценки критиков | Оценки критиков |
| Источник        | Оценка          |
| --------------- | --------------- |
| InterMedia      | [ 12 ]          |
| Newsmuz         | [ 13 ]          |
| Коммерсантъ     | (положительно)  |

В целом, альбом получил положительные отзывы критиков. Алексей Мажаев из агентства InterMedia поставил альбому оценку в 3 балла из 5. Критик прокомментировал, что «если рассматривать „Оригами“ в точки зрения этих глобальных перспектив, то приходится отметить, что взросление певицы происходит чуть медленнее, чем хотелось бы». По мнению Алексея, в трек-листе нет ни одной композиции, сравнимой с такими хитами певицы, как «Прости за любовь» и «Если в сердце живёт любовь», у автора песен Анастасии Максимовой «похоже, подысчерпались закрома и разыгрался творческий кризис», «и вообще — диск „Оригами“ практически не вызывает желания его переслушать и ему подпеть». Однако, после нескольких прослушиваний диска рецензент пришёл к выводу, что Юлия Савичева «записала очень профессиональную по меркам нашего шоу-бизнеса пластинку». Алексей отметил, что композиции «Никак», «Половинка», «Послезавтра» и «Любовь-Москва» «наверняка будут хитами — просто им придется немного помочь известными средствами: клипами и ротациями». В заключение критик написал, что «Юлия Савичева способна на большее, и если она начнет выпускать альбомы, лучше оправдывающие наши ожидания, выиграют абсолютно все — и сама певица, и меломаны».
Гуру Кен прокомментировал, что в альбоме всё «настолько правильно, что даже скучно», назвав диск чередой «отлично аранжированных и сыгранных песен с участием звонкого голоса Юли». По словам критика, «В песнях есть все, кроме яркой личности самой Юли». Однако, по мнению рецензента, «требовать проявления индивидуальности от 21-летней девушки как-то некорректно, да и песни сконструированы для юной аудитории, которая вовсе не востребует пока такие качества». «Так что перед нами превосходно сделанный альбом, гораздо выше уровня среднестатистического, и умно адресованный среднестатистической юной аудитории» — заключил критик. Борис Барабанов из газеты «Коммерсантъ» дал альбому положительную оценку и писал, что «в итоге получается поп-диск с гитарами, который гораздо интереснее слушать, чем музыку большинства наших рок-певиц. Похоже, теперь уже окончательно ясно: Юлия Савичева — это надолго».

## Список композиций
| №   | Название                                | Текст песни                    | Музыка            | Аранжировка / Ремикс           | Длительность |
| --- | --------------------------------------- | ------------------------------ | ----------------- | ------------------------------ | ------------ |
| 1.  | «Любовь-Москва»                         | Анастасия Максимова            | А. Максимова      | Евгений Курицин                | 3:23         |
| 2.  | «Выше звезд»                            | Юлия Савичева                  | Александр Аршинов | Михаил Пятышев                 | 3:26         |
| 3.  | «Никак»                                 | А. Максимова, Марсель Гонсалес | А. Максимова      | Александр «Лев» Коновалов      | 3:49         |
| 4.  | «Ядерный взрыв»                         | А. Максимова                   | А. Максимова      | А. Коновалов, Игорь Быстров    | 3:57         |
| 5.  | «Зима»                                  | Евгений Добряков               | Е. Добряков       | А. Коновалов                   | 3:38         |
| 6.  | «Половинка»                             | А. Максимова                   | А. Максимова      | Андрей Харченко                | 2:53         |
| 7.  | «Это судьба» (дуэт с Антоном Макарским) | А. Далина                      | Дмитрий Рыбников  |                                | 3:32         |
| 8.  | «Послезавтра»                           | Ю. Савичева                    | А. Аршинов        | А. Коновалов                   | 3:34         |
| 9.  | «Кто-то придумал любовь»                | С. Могилевский                 | С. Могилевский    |                                | 3:17         |
| 10. | «Пепел»                                 | А. Максимова                   | А. Максимова      | А. Коновалов                   | 3:52         |
| 11. | «Никак (Alex Astero Remix)»             | А. Максимова, М. Гонсалес      | А. Максимова      | Alex Astero (Алексей Служивой) | 3:09         |

## Видеоклипы
- «Это судьба» (с Антоном Макарским) (2007)
- «Зима» (2008)

## Награды и номинации
| Год  | Премия                        | Номинируемая работа | Категория | Итог   | Прим.  |
| ---- | ----------------------------- | ------------------- | --------- | ------ | ------ |
| 2007 | Золотой граммофон             | «Никак»             | Лауреат   | Победа | [ 16 ] |
| 2007 | Новые песни о главном         | «Никак»             | Лауреат   | Победа | [ 17 ] |
| 2007 | Песня года                    | «Никак»             | Лауреат   | Победа | [ 18 ] |
| 2008 | Золотой граммофон (Казахстан) | «Зима»              | Лауреат   | Победа |        |